# Sport Império Marinhense
Le Sport Império Marinhense est un club de football portugais basé à Marinha Grande.

## Histoire
Fondé en 1923, après la fusion de deux clubs présents dans le village de Engenho, l'Estrela et le Onze Aselhas. Le club évolue pendant de long moments plongées en district sans parvenir à s'imposer. Cependant pendant la saison 1941-42, le Império parvient à évoluer en deuxième division pour la première de son histoire. Cependant le club ne se maintient pas et quitte les championnats nationaux sans plus jamais y retourner.
A l'ombre des clubs du SL Marinha et du AC Marinhense le club n'a jamais réussi à surpasser ses rivaux. Le club abandonne ses activités de football par la suite.

## Joueurs emblématiques
| - António Júnior - António Nobre - Edmundo Órfão - Ervilha - Farpela - Joaquim Barosa | - Júlio Braga Barros - Macatrão - Pardaleiro - Pimenta - Raimundo - Tofan |

## Palmarès
| Compétitions nationales                                                                        | Compétitions régionales |
| ---------------------------------------------------------------------------------------------- | ----------------------- |
| - Championnat du Portugal D2 (0) - Meilleure performance : 2e (1941-42 (série 7 - subsérie 1)) | Vierge                  |